# Cephalotes
Cephalotes Latreille, 1802 è un genere di formiche, appartenente alla sottofamiglia Myrmicinae.

## Tassonomia
Il genere è composto da 135 specie, molte delle quali descritte dagli entomologi Cesare Baroni Urbani e Maria Lourdes de Andrade.
- Cephalotes adolphi Emery, 1906
- Cephalotes alfaroi Emery, 1890
- Cephalotes alveolatus Vierbergen & Scheven, 1995 †
- Cephalotes angustus Mayr, 1862
- Cephalotes argentatus Smith, 1853
- Cephalotes argentiventris De Andrade & Baroni Urbani, 1999
- Cephalotes atratus Linnaeus, 1758
- Cephalotes auricomus De Andrade & Baroni Urbani, 1999
- Cephalotes auriger De Andrade & Baroni Urbani, 1999
- Cephalotes basalis Smith, 1876
- Cephalotes betoi De Andrade & Baroni Urbani, 1999
- Cephalotes biguttatus Emery, 1890
- Cephalotes bimaculatus Smith, 1860
- Cephalotes bivestitus Santschi, 1922
- Cephalotes bloosi De Andrade & Baroni Urbani, 1999 †
- Cephalotes bohlsi Emery, 1896
- Cephalotes borgmeieri Kempf, 1951
- Cephalotes brevispineus De Andrade & Baroni Urbani, 1999 †
- Cephalotes bruchi Forel, 1912
- Cephalotes carabicus De Andrade & Baroni Urbani, 1999 †
- Cephalotes chacmul Snelling, 1999
- Cephalotes christopherseni Forel, 1912
- Cephalotes clypeatus Fabricius, 1804
- Cephalotes coffeae Kempf, 1953
- Cephalotes columbicus Forel, 1912
- Cephalotes complanatus Guerin-Meneville, 1844
- Cephalotes conspersus Smith, 1867
- Cephalotes cordatus Smith, 1853
- Cephalotes cordiae Stitz, 1913
- Cephalotes cordiventris Santschi, 1931
- Cephalotes crenaticeps Mayr, 1866
- Cephalotes cristatus Emery, 1890
- Cephalotes curvistriatus Forel, 1899
- Cephalotes decolor De Andrade & Baroni Urbani, 1999
- Cephalotes decoloratus De Andrade & Baroni Urbani, 1999
- Cephalotes dentidorsum De Andrade, 1999
- Cephalotes depressus Klug, 1824
- Cephalotes dieteri De Andrade & Baroni Urbani, 1999 †
- Cephalotes dorbignyanus Smith, 1853
- Cephalotes duckei Forel, 1906
- Cephalotes ecuadorialis De Andrade & Baroni Urbani, 1999
- Cephalotes eduarduli Forel, 1921
- Cephalotes emeryi Forel, 1912
- Cephalotes femoralis Smith, 1853
- Cephalotes fiebrigi Forel, 1906
- Cephalotes flavigaster De Andrade & Baroni Urbani, 1999
- Cephalotes foliaceus Emery, 1906
- Cephalotes fossithorax Santschi, 1921
- Cephalotes frigidus Kempf, 1960
- Cephalotes goeldii Forel, 1912
- Cephalotes goniodontes De Andrade & Baroni Urbani, 1999
- Cephalotes grandinosus Smith, 1860
- Cephalotes guayaki De Andrade & Baroni Urbani, 1999
- Cephalotes haemorrhoidalis Latreille, 1802
- Cephalotes hamulus Roger, 1863
- Cephalotes hirsutus De Andrade & Baroni Urbani, 1999
- Cephalotes hispaniolicus De Andrade & Baroni Urbani, 1999 †
- Cephalotes inaequalis Mann, 1916
- Cephalotes inca Santschi, 1911
- Cephalotes incertus Emery, 1906
- Cephalotes insularis Wheeler, 1934
- Cephalotes integerrimus Vierbergen & Scheven, 1995 †
- Cephalotes jamaicensis Forel, 1922
- Cephalotes jansei Vierbergen & Scheven, 1995 †
- Cephalotes jheringi Emery, 1894
- Cephalotes klugi Emery, 1894
- Cephalotes kukulcan Snelling, 1999
- Cephalotes laminatus Smith, 1860
- Cephalotes lanuginosus Santschi, 1919
- Cephalotes lenca De Andrade & Baroni Urbani, 1999
- Cephalotes liepini De Andrade & Baroni Urbani, 1999
- Cephalotes liogaster Santschi, 1916
- Cephalotes maculatus Smith, 1876
- Cephalotes manni Kempf, 1951
- Cephalotes marginatus Fabricius, 1804
- Cephalotes maya De Andrade & Baroni Urbani, 1999 †
- Cephalotes membranaceus Klug, 1824
- Cephalotes minutus Fabricius, 1804
- Cephalotes mompox De Andrade & Baroni Urbani, 1999
- Cephalotes multispinosus Norton, 1868
- Cephalotes nilpiei De Andrade & Baroni Urbani, 1999
- Cephalotes notatus Mayr, 1866
- Cephalotes obscurus Vierbergen & Scheven, 1995 †
- Cephalotes oculatus Spinola, 1851
- Cephalotes olmecus De Andrade & Baroni Urbani, 1999 †
- Cephalotes opacus Santschi, 1920
- Cephalotes pallens Klug, 1824
- Cephalotes pallidicephalus Smith, 1876
- Cephalotes pallidoides De Andrade & Baroni Urbani, 1999
- Cephalotes pallidus De Andrade & Baroni Urbani, 1999
- Cephalotes palta De Andrade & Baroni Urbani, 1999
- Cephalotes palustris De Andrade & Baroni Urbani, 1999
- Cephalotes patei Kempf, 1951
- Cephalotes patellaris Mayr, 1866
- Cephalotes pavonii Latreille, 1809
- Cephalotes pellans De Andrade & Baroni Urbani, 1999
- Cephalotes persimilis De Andrade & Baroni Urbani, 1999
- Cephalotes persimplex De Andrade & Baroni Urbani, 1999
- Cephalotes peruviensis De Andrade & Baroni Urbani, 1999
- Cephalotes pileini De Andrade & Baroni Urbani, 1999
- Cephalotes pilosus Emery, 1896
- Cephalotes pinelii Guerin-Meneville, 1844
- Cephalotes placidus Smith, 1860
- Cephalotes poinari Baroni Urbani, 1999 †
- Cephalotes porrasi Wheeler, 1942
- Cephalotes prodigiosus Santschi, 1921
- Cephalotes pusillus Klug, 1824
- Cephalotes quadratus Mayr, 1868
- Cephalotes ramiphilus Forel, 1904
- Cephalotes resinae De Andrade & Baroni Urbani, 1999
- Cephalotes rohweri Wheeler, 1916
- Cephalotes scutulatus Smith, 1867
- Cephalotes serraticeps Smith, 1858
- Cephalotes serratus Vierbergen & Scheven, 1995 †
- Cephalotes setulifer Emery, 1894
- Cephalotes simillimus Kempf, 1951
- Cephalotes sobrius Kempf, 1958
- Cephalotes solidus Kempf, 1974
- Cephalotes specularis Brandão et al., 2014
- Cephalotes spinosus Mayr, 1862
- Cephalotes squamosus Vierbergen & Scheven, 1995 †
- Cephalotes sucinus De Andrade & Baroni Urbani, 1999 †
- Cephalotes supercilii De Andrade & Baroni Urbani, 1999
- Cephalotes taino De Andrade & Baroni Urbani, 1999
- Cephalotes targionii Emery, 1894
- Cephalotes texanus Santschi, 1915
- Cephalotes toltecus De Andrade & Baroni Urbani, 1999
- Cephalotes trichophorus De Andrade & Baroni Urbani, 1999
- Cephalotes umbraculatus Fabricius, 1804
- Cephalotes unimaculatus Smith, 1853
- Cephalotes ustus Kempf, 1973
- Cephalotes varians Smith, 1876
- Cephalotes ventriosus De Andrade & Baroni Urbani, 1999 †
- Cephalotes vinosus Wheeler, 1936
- Cephalotes wheeleri Forel, 1901